# Bataille d'Andrinople (1254)
Pour les articles homonymes, voir Bataille d'Andrinople.
Guerres byzantino-bulgares
Batailles
- Ongal (680)
- Anchialos (708)
- Marcellae (756)
- Lithosoria (774)
- Marcellae (792)
- Serdica (809)
- Pliska (811)
- Versinikia (813)
- Mesembria
- Guerre de 894 - 896
  - Bulgarophygon
- Guerre de 913 - 927
  - Anchialos (917)
  - Pegae (921)
- Guerre de 970 - 1018
  - Portes de Trajan (986)
  - Thessalonique (995)
  - Passe de Kleidion (1014)
  - Bitola (1015)
- Ostrovo (1040)
- Klokotnica (1230)
- Andrinople (1254)
- Devina (1279)
- Skafida (1304)
- Rusokastro (1332)

La bataille d'Andrinople oppose, en 1254, les Bulgares à l'empire de Nicée. Le tsar bulgare Michel II Asên cherche à profiter de la mort de l'empereur Jean III Doukas Vatatzès pour reconquérir les territoires perdus par la Bulgarie, mais il est battu par le successeur de Jean, Théodore II Lascaris.